# Roderic Jeffries
Pour les articles homonymes, voir Jeffries et Ashford (homonymie).
Roderic Jeffries, né le 21 octobre 1926 à Londres en Angleterre, est un écrivain britannique de roman policier ayant utilisé plusieurs pseudonymes dont Peter Alding et Jeffrey Ashford.

## Biographie
Il est le fils du romancier Graham Montague Jeffries, connu sous le pseudonyme de Bruce Graeme pour être l'auteur de la série de romans policiers consacrée à Blackshirt, et un des descendants du quaker William Penn, fondateur de Philadelphie et qui donna son nom à la Pennsylvanie. Après des études universitaires à l'école de navigation de l'Université de Southampton en 1942 et 1943, il est officier dans la marine marchande britannique de 1943 à 1949 avant de reprendre des études de droit de 1952 à 1954. Il exerce la profession de juriste pendant quelques années, ce qui explique les explications précises sur les rouages de la justice dont bénéficient ses romans qui appartiennent presque toujours au genre de la procédure policière.
Il commence sa carrière littéraire en 1952 en reprenant en partie le pseudonyme de son père, Bruce Graeme, pour écrire sous celui de Roderic Graeme une vingtaine de romans du gentleman-cambrioleur Blackshirt.
Sous le pseudonyme de Jeffrey Ashford, il écrit de nombreux romans policiers, dont la série consacrée à l'inspecteur Don Kerry, et, sous celui de Peter Alding, une série sur des membres du C.I.D. Room, le constable Kerr et l'inspecteur Fusil de Scotland Yard. Installé à Majorque en Espagne, il accorde au personnage du détective espagnol Enrique Alvarez une série signée de son nom. Il est également l'auteur de romans pour la jeunesse.

## Œuvre

### Romans

#### SérieInspecteur Enrique Alvarez
- Mistakenly in Mallorca (1974)
- Two-Faced Death (1976)
- Troubled Deaths (1977)
- Murder Begets Murder (1979)
- Just Desserts (1980)
- Unseemly End (1981)
- Deadly Petard (1983)
- Three and One Make Five (1984)
- Layers of Deceit (1985)
- Almost Murder (1986)
- Relatively Dangerous (1987)
- Death Trick (1988)
- Dead Clever (1989)
- Too Clever by Half (1990)
- Murder's Long Memory (1991)
- A Fatal Fleece (1992)
- Murder Confounded (1993)
- Death Takes Time (1994)
- An Arcadian Death (1995)
- An Artistic Way to Go (1996)
- A Maze of Murders (1997)
- An Enigmatic Disappearance (1998)
- An Artful Death (2000)
- The Ambiguity of Murder (1999)
- Definitely Deceased (2001)
- Seeing Is Deceiving (2002)
- An Intriguing Murder (2002)
- An Air of Murder (2003)
- A Sunny Disappearance (2004)
- Murder Delayed (2005)
- Murder Needs Imagination (2006)
- An Instinctive Solution (2008)
- Sun, Sea and Murder (2008)
- A Question of Motive (2009)
- Murder, Majorcan Style (2011)
- Murdered by Nature (2012)

#### Autres romans
- Evidence of the Accused (1961)
- Police and Detection (1962)
- Exhibit No. Thirteen (1962)
- The Benefits of Death (1963)
- Against Time!' (1964)
- Police Dog (1965)
- An Embarrassing Death (1965)
- Dead Against the Lawyers (1966)
- Death in the Coverts (1966)
- A Deadly Marriage (1967)
- Patrol Car (1967)
- Police Car (1967)
- A Traitor's Crime (1968)
- Dead Man's Bluff (1970)
- Police Patrol Boat (1971)
- Trapped (1973)
- The Riddle in the Parchment (1976)
- The Boy Who Knew Too Much (1977)
- Missing Man (1980)
- Voyage into Danger (1981)
- Eighteen Desperate Hours (1982)
- Peril at Sea (1983)
- Sunken Danger (1985)
- Meeting Trouble (1986)
- The Man Who Couldn't Be (1987)

#### Romans de littérature d’enfance et de jeunesse
- Eighteen Desperate Hours (1979) Publié en français sous le titre Les Horloges de la nuit, Paris, Nathan, coll. « Arc en poche » no 417, 1983 ; réédition, Paris, Nathan, coll. « Pleine Lune policier » no 36, 1995 ; réédition, Paris, Pocket, coll. « Pocket jeunesse » no 501, 1999
- Voyage into Danger (1982) Publié en français sous le titre La Route du danger, Paris, Nathan, coll. « Arc en ciel poche » no 872, 1988 ; réédition, Paris, Nathan, coll. « Pleine Lune policier » no 62, 1996
- The Man Who Couldn’t Be (1987) Publié en français sous le titre Choc dans le brouillard, Paris, Nathan, 1989
- Hostage (1990) Publié en français sous le titre L'Otage, Paris, Bayard, coll. « Je bouquine » no 31, 1995

#### Série policièreDon Kerrysignée Jeffrey Ashford
- Investigations Are Proceeding ou The D.I. (1961)
- Enquiries Are Continuing ou The Superintendant's Room (1964)

#### Autres romans policiers signés Jeffrey Ashford
- Councel for the Defense (1960) Publié en français sous le titre Faire l'impossible, Paris, Julliard, coll. « PJ » no 7, 1970
- The Burden of Proof (1962)
- Will Anyone Who Saw the Accident... (1963)
- An Embarrassing Death (1964) Publié en français sous le titre La Parole est à l'accusé, Paris, Fleuve noir, coll. « Littérature policière » no 16, 1984
- The Hands of Innocence (1965) Publié en français sous le titre En toute innocence, Paris, Gallimard, coll. « Série noire » no 1054, 1966
- Consider the Evidence (1966)
- Hit and Run (1966)
- Forget What You Saw (1967)
- Prisoner at the Bar (1969)
- To Protect the Guilty (1970)
- Bent Copper (1971) Publié en français sous le titre Piège à flics, Paris, Gallimard, coll. « Série noire » no 1474, 1972 ; réédition, Paris, Gallimard, coll. « Carré noir » no 430, 1982
- A Man Will Be Kidnapped Tomorrow (1972)
- The Double Run (1973) Publié en français sous le titre On ne chôme pas, Paris, Gallimard, coll. « Série noire » no 1664, 1974
- The Color of Violence (1974)
- Three Layers of Guilt (1975)
- Slow Down the World (1976)
- Hostage to Death (1977)
- The Anger of Fear (1978) Publié en français sous le titre Attention école…, Paris, Librairie des Champs-Élysées, coll. « Le Masque » no 1627, 1980
- A Recipe for Murder (1980)
- The Loss of the Culion (1981)
- Guilt with Honour (1982)
- A Sense of Loyalty (1983)
- Presumption of Guilt (1984)
- An Ideal Crime (1985)
- A Question of Principle (1986)
- A Crime Remebered (1987)
- The Honorable Detective (1988) Publié en français sous le titre Un témoin hors de prix, Paris, Gallimard, coll. « Série noire » no 2250, 1991
- A Conflict of Interests (1989)
- An Illegal Solution (1990)
- Deadly Reunion (1991)
- Twisted Justice (1992)
- Judgement Deferred (1993)
- The Bitter Bite (1994)
- The Price of Failure (1995)
- Loyal Disloyalty (1996)
- A Web of Circunstances (1997)
- The Cost of Innocence (1998)
- An Honest Betrayal (1999)
- Murder Will Out (2000)
- Looking-Glass Justice (2001)
- A Truthful Injustice (2002)
- A Fair Exchange is Robbery (2003)
- Evidentially Guilty (2004)
- Deadly Corruption (2005)
- Illegal Guilt (2007)
- A Dangerous Friendship (2008)
- Jigsaw Guilt (2009)
- Criminal Innocence (2010)
- Justice Deferred (2011)
- Damned by Logic (2013)

#### Série policièreC.I.D. Roomsignée Peter Alding
- The C.I.D. Room (1967)
- Circle of Danger (1968) Publié en français sous le titre La Blonde et la Belle, Paris, Librairie des Champs-Élysées, coll. « Le Masque » no 1288, 1973 ; réédition, Paris, Librairie des Champs-Élysées, coll. « Club des masques » no 448, 1981
- Murder among Thieves (1969) Publié en français sous le titre Les morts ne tuent pas, Paris, Librairie des Champs-Élysées, coll. « Le Masque » no 1304, 1974
- Guilt Without Proof (1970) Publié en français sous le titre Le whisky passe mal, Paris, Librairie des Champs-Élysées, coll. « Le Masque » no 1313, 1974
- Despite the Evidence (1971)
- Call Back to Crime (1972) Publié en français sous le titre L'Homme qui voulait la paix, Paris, Librairie des Champs-Élysées, coll. « Le Masque » no 1327, 1974 ; réédition, Paris, Librairie des Champs-Élysées, coll. « Club des masques » no 404, 1980
- Field of Fire (1973)
- The Murder Line (1974)
- Six Days to Death (1975)
- Murder is Suspected (1977) Publié en français sous le titre Dattes du Maroc, Paris, Librairie des Champs-Élysées, coll. « Le Masque » no 1571, 1979
- Ransom Town (1979) Publié en français sous le titre Le Gang des incendiaires, Paris, Librairie des Champs-Élysées, coll. « Le Masque » no 1602, 1980, Les Classiques du crime, Édito-Service, 1980
- A Man Condemned (1981)
- Betrayed by Death (1982)
- One Man's Justice (1983)

#### SérieBlackshirtsignée Roderic Graeme
- Concerning Blackshirt (1952)
- Blackshirt Passes By (1953)
- Blackshirt Wins the Trick (1953)
- Salute to Blackshirt (1954)
- The Amazing Mr Blackshirt (1955)
- Blackshirt Meets the Lady (1956)
- Paging Blackshirt (1957)
- Blackshirt Helps Himself (1958)
- Double for Blackshirt (1958)
- Blackshirt Sets the Pace (1959)
- Blackshirt Stirs Things Up (1959)
- Blackshirt Sees It Through (1960)
- Blackshirt Finds Trouble (1961)
- Blackshirt Takes the Trail (1962)
- Blackshirt on the Spot (1963)
- Call for Blackshirt (1963)
- Blackshirt Saves the Day (1964)
- Danger for Blackshirt (1965)
- Blackshirt at Large (1966)
- Blackshirt in Peril (1967)

#### SérieBrandysignée Roderic Graeme
- Where's Brandy? (1953)
- Brandy Goes a Cruising (1954)
- Brandy Ahoy! (1955)

## Filmographie

### Adaptation
- 1986 : Piège à flics, épisode de la série télévisée française Série noire réalisé par Dominique Othenin-Girard, adaptation du roman éponyme

## Sources
- Claude Mesplède (dir.), Dictionnaire des littératures policières, vol. 1 : A - I, Nantes, Joseph K, coll. « Temps noir », 2007, 1054 p. (ISBN 978-2-910686-44-4, OCLC 315873251).
- Claude Mesplède (dir.), Dictionnaire des littératures policières, vol. 2 : J - Z, Nantes, Joseph K, coll. « Temps noir », 2007, 1086 p. (ISBN 978-2-910686-45-1, OCLC 315873361).
- Claude Mesplède, Les années "Série noire" : bibliographie critique d'une collection policière, vol. 3 : 1966-1972, Amiens, Editions Encrage, coll. « Travaux / 22 », 1994, 4 p. (ISBN 978-2-906389-53-3).
- Claude Mesplède, Les années "Série noire" bibliographie critique d'une collection policière, t. 4 : 1972-1982, Amiens, Encrage, coll. « Travaux » (no 25), 1995, 318 p. (ISBN 978-2-906389-63-2).
- Claude Mesplède, Les années "Série noire" bibliographie critique d'une collection policière, vol. 5 : 1982-1995, Amiens, Encrage, coll. « Travaux » (no 36), 2000.
- Claude Mesplède et Jean-Jacques Schleret, SN, voyage au bout de la Noire : inventaire de 732 auteurs et de leurs œuvres publiés en séries Noire et Blème : suivi d'une filmographie complète, Paris, Futuropolis, 1982, 476 p. (OCLC 11972030).
- Jacques Baudou et Jean-Jacques Schleret, Le Vrai Visage du Masque, vol. 1, Paris, Futuropolis, 1984, 476 p. (OCLC 311506692).